# محلة زياد
محلة زياد إحدى قرى مركز سمنود التابع لمحافظة الغربية بجمهورية مصر العربية.

## التاريخ
قرية محلة زياد من القرى القديمة، حيث وردت باسم «محلة زياد» في أعمال السمنودية ضمن قرى الروك الصلاحي التي أحصاها ابن مماتي في كتاب قوانين الدواوين، كما وردت باسم «محلة زياد» في أعمال الغربية ضمن قرى الروك الناصري التي أحصاها ابن الجيعان في كتاب «التحفة السنية بأسماء البلاد المصرية».
ذكرت القرية في تعداد 1882 من توابع مركز طلخا، ثم نقلت إلى مركز المحلة الكبرى فلما أنشئ مركز سمنود سنة 1935 ألحقت به. كانت منشأة البدراوي (منشأة نظيف اليوم) قرية منفصلة حتى ضمت إلى محلة زياد سنة 1900 ثم فصلت عنها بعد تعداد 1996 لذا تشمل أرقام تعداد فترة الضم القريتين معًا.

## السكان
بلغ عدد سكان محلة زياد 45,687 نسمة حسب تقدير عام 2018.
| السنة  | 1882 | 1897 | 1907 | 1927 | 1947 | 1960   | 1976   | 1986   | 1996   | 2006   | 2018   |
| ------ | ---- | ---- | ---- | ---- | ---- | ------ | ------ | ------ | ------ | ------ | ------ |
| القرية | 4665 | 5210 | 5909 | 7303 | 9317 | 13,759 | 17,775 | 24,244 | 29,642 | 32,466 | 45,687 |